# Siemowit II.

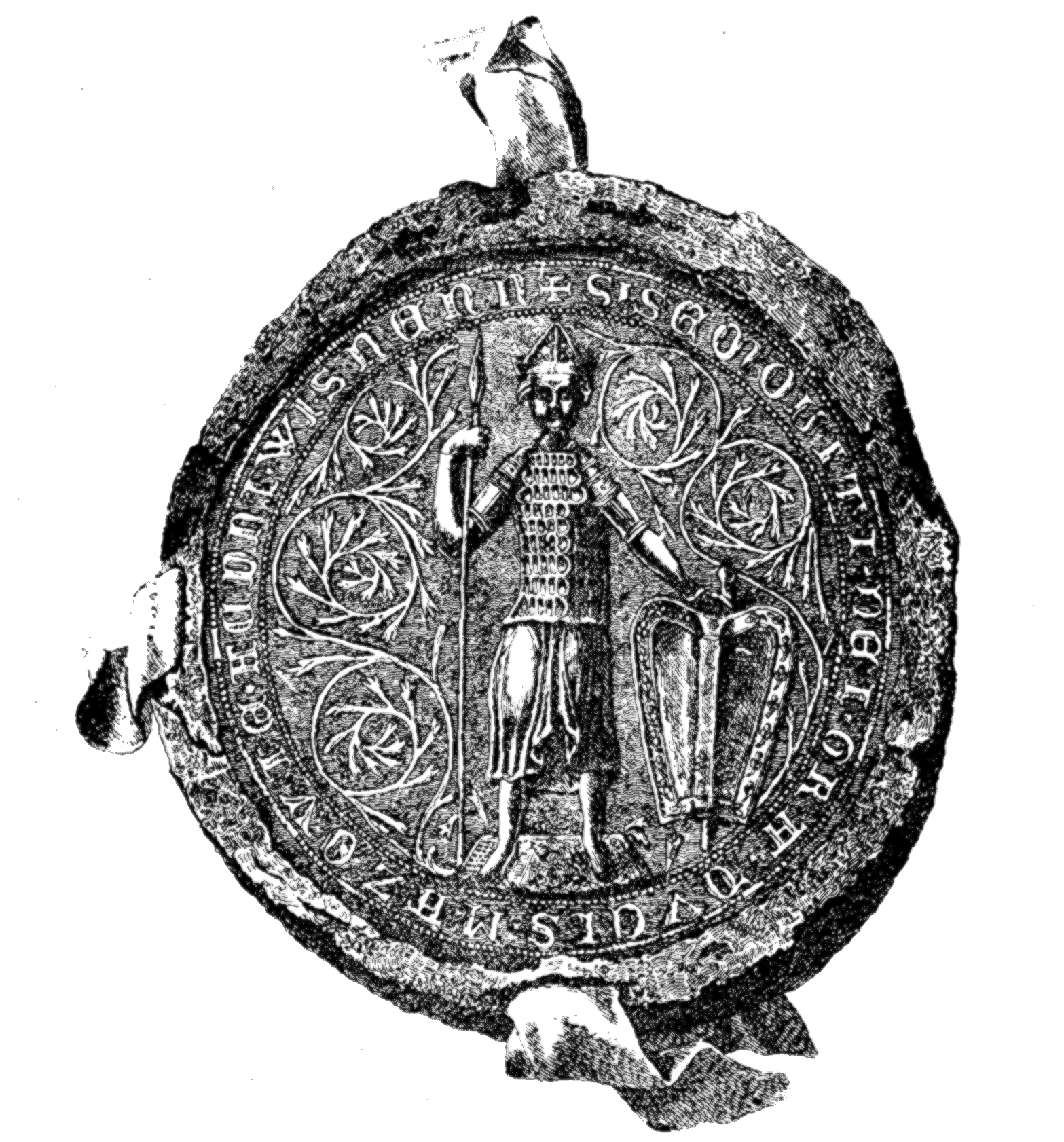
Siegel

Siemowit II. (poln. Siemowit II.; * 1283; † 18. Februar 1345) war ein Herzog in Masowien, ab 1310 Fürst von Warschau und Liw, ab 1313 Fürst von Rawa, Sochaczew, Zakroczym, Gostynin, Ciechanów und Wizna sowie von 1336 bis 1340 in Płock. Er entstammte dem Adelsgeschlecht der masowischen Piasten.

## Leben
Siemowit war der Sohn von Herzog Boleslaus II. († 1313) und der litauischen Adeligen Gaudemunda Zofia. Bereits zu Lebzeiten seines Vaters erhielt er das Teilherzogtum Warschau und Liw und nach dessen Tod auch Rawa, Sochaczew, Zakroczym, Gostynin, Ciechanów und Wizna und somit das mittlere Masowien. Die anderen Teile Masowiens erhielten seine Brüder Trojden I. und Wacław von Płock. 1326 verbündete er sich in Strasburg zusammen mit Trojden I. und Wacław von Płock mit dem Deutschen Orden gegen den polnischen König Władysław I. Später wechselte er mehrmals die Seiten. Er starb 1345 in Wiskitki. Nach seinem Tod wurde er in der Dominikanerkirche in Warka begraben.

## Ehe und Familie
Herzog Siemowit war nicht verheiratet und hatte keine Kinder. Nach seinem Tod wurde er in der Dominikanerkirche in Warka begraben, 1859 in die Franziskanerkirche im selben Ort umgebettet. Seine Herzogtümer vermachte er seinen Neffen Bolesław III., Siemowit III. und Kasimir I.